# Blanka Francouzská (1305)
Blanka Francouzská (francouzsky Blanche de France, německy Blanche von Frankreich, 1276/1285, Paříž – 1. března 1305, Vídeň) z dynastie Kapetovců, byla jako manželka Rudolfa Habsburského vévodkyní rakouskou a štýrskou.

## Život

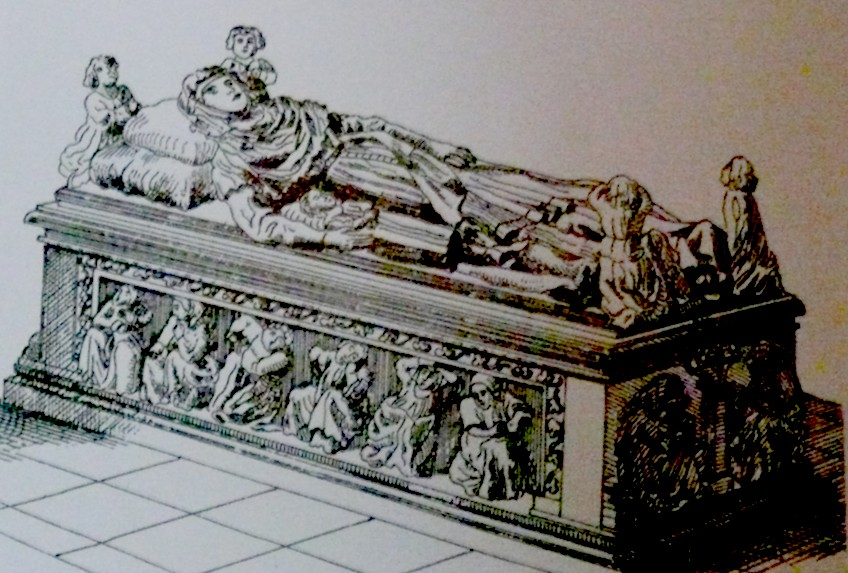
Blančin náhrobek v Minoritském kostele ve Vídni

Narodila se jako dcera francouzského krále Filipa III. a jeho druhé manželky Marie, dcery brabantského vévody Jindřicha II. Dynastická svatba francouzské princezny s Habsburkem Rudolfem, nejstarším synem římského krále Albrechta I. se uskutečnila na základě dlouhodobého plánování (od roku 1295) ze strany ženichova otce a Blančina bratra, krále Filipa IV. a měla za úkol sblížit obě dynastie. Zásnuby se konaly 29. května 1300 ve Vídni. Nevěsta dorazila do Vídně až na Vánoce roku 1300, a její nákladné vybavení a doprovod vyvolaly velký obdiv. Ovšem i později měla Blanka velikou zálibu v přepychu, špercích a nákladném oblečení.
Jelikož Blanka chtěla poznat novou vlast, doprovázela svého muže roku 1302 několik měsíců na cestách po Štýrsku. V Rudolfově nepřítomnosti vykonávala jako jeho zástupce vládu ve vévodství. Mladí manželé se však z manželského štěstí dlouho netěšili. V roce 1304 porodila mrtvé dítě a poté již žádné děti neměla.
Blanka zemřela v březnu roku 1305 ve Vídni. Její původní gotický náhrobek se v roce 1784 ztratil a její ostatky byly poté přeneseny do hrobky ve vídeňském minoritském kostele. Rudolf se stal o půl roku později českým králem a vzal si za manželku královnu vdovu Elišku Rejčku. Zemřel roku 1307 na úplavici na vojenském tažení u Horažďovic.